# آپولونیا (ویسکانسین)
آپولونیا (به انگلیسی: Apollonia) یک منطقهٔ مسکونی در ایالات متحده آمریکا است که در استاپ واقع شده است. آپولونیا ۳۳۸٫۹۴ متر بالاتر از سطح دریا واقع شده است.